# Hugo Gstrein
Hugo Gstrein   () fou un esquiador de fons austríac que va competir durant la dècada de 1930. En el seu palmarès destaca una medalla de bronze al Campionat del Món d'esquí nòrdic de 1933.